# شهرستان رئا (تنسی)
شهرستان رئا، تنسی (به انگلیسی: Rhea County, Tennessee) یک سکونتگاه مسکونی در ایالات متحده آمریکا است که در تنسی واقع شده‌است.

## خصوصیات
شهرستان رئا ۸۷۱ کیلومترمربع مساحت دارد.